# داسیت

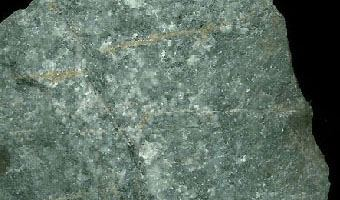
داسیت

داسیت (انگلیسی: Dacite) نوعی سنگ آذرین آتشفشانی است. این سنگ دارای بافت ناویدا تا پروفیریتیک بوده و ترکیب آن حد میانه بین آندزیت و ریولیت است. واژه داسیت از نام داکیه گرفته شده است که از استان‌های امپراتوری روم بوده و میان رود دانوب و کوه‌های کارپات واقع شده بود. این محل امروزه در رومانی و مولداوی قرار دارد و سنگ داسیت نخستین بار در آنجا تشریح و توصیف شد.
داسیت عمدتاً از فلدسپات پلاژیوکلازها، بیوتیت و پیروکسن (اوژیت یا انستاتیت) تشکیل شده است. این سنگ دارای کوارتز به صورت گرد شده، فنوکریست‌های پوسیده یا به صورت عنصری از توده‌های زمینی است.
داسیت معمولاً یک سنگ نفوذی مانند آذرین‌تیغه (دایک) یا آذرین‌لایه (سیل) را تشکیل می‌دهد. با ین حال به دلیل درصد متوسط سیلیکا، ماگمای داسیتی نسبتاً گرانرو است و بنابراین مستعد فوران‌های انفجاری است. کوه سنت هلن نمونه‌ای مشخص از آن است که گنبدهای داسیتی آن از فوران‌های پیشین شکل گرفته‌اند. جریان آذرآواری نیز ممکن است دارای ترکیب داسیتی باشد.،